# 馬場島

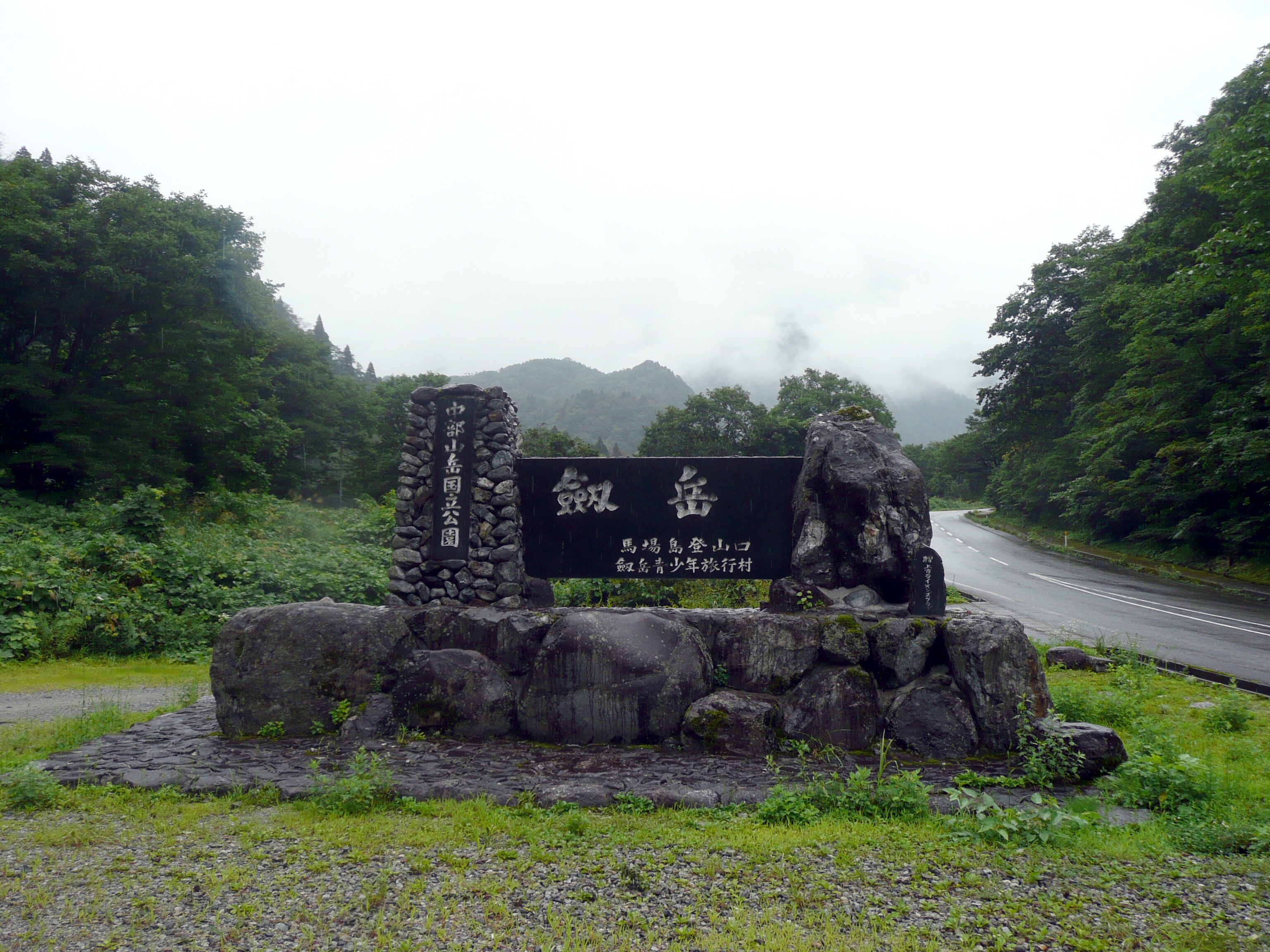
馬場島入り口

馬場島（ばんばじま）とは富山県中新川郡上市町伊折にある地名。剱岳の登山拠点として有名である。中部山岳国立公園内にある。

## 概要
剱岳などの立山連峰の山岳の登山拠点となっており、登山口には「試練と憧れ」の石碑が立つ。標高750ｍの馬場島から一直線に、2,999ｍの剱岳山頂に至る片道7kmの早月尾根ルートは人気が高い。
馬場島を始めとする剱岳山麓は北アルプスのスケールの大きな自然景観や、豊かな自然を持つことから中部山岳国立公園に指定されている。
剱岳の山麓は、多彩な動植物が生息し、学術的にも貴重なエリアとなっている。
馬場島をはさんで流れる白萩川と立山川の水は大変澄んでおり、その付近にはキャンプ場などが設置され、自然を愛する人々のリゾート空間になっている。
平成29年までは冬季のみ交通困難地に指名掲載されていたが現在は掲載されていない。

## 地形
馬場島の両側を、早月川水系の立山川と白萩川が流れている。河川敷の岩石は花崗岩が多い。また、立山川沿いに菊石という巨石がある。

### 菊石
菊石は長さ30m、幅20m、高さ50mほど巨石である。
菊石の名の由来は、秋に石の上の一面に菊の花が咲き乱れていたことに由来する。

## 地名の由来
戦国武将で、アルピニストとしても知られる佐々成政がサラサラ越えで信州に向かった際にこの地に馬を置いたという伝説に由来している。

## 自然
馬場島周辺はブナを中心とする落葉広葉樹の原生林が広がり、秋には美しい紅葉が見られる。他に立山杉の巨木やオオヤマザクラも自生する。草本ではカタクリ、キクザキイチゲ、コシノコバイモ、ニリンソウなどが一帯に生えている。谷のやや奥まった所にはオオバキスミレ、イワウチワ、イワカガミ、シラネアオイなどが見られる。

### 馬場島荘
馬場島荘は剱岳登山の基地として知られている施設。。

### 剱岳青少年旅行村
剱岳青少年旅行村あるいは馬場島キャンプ場は、無料で受付の必要がないキャンプ場である。トイレや炊事場などの施設が整っている。旧名は「馬場島野営場」。

### 家族の森中央管理センター
家族の森中央管理センターは、特に冬山シーズン中に、剱岳の遭難救助の拠点となる上市署馬場島警備派出所があり、山岳警備を行なっている。山岳警備隊員は冬季でも隊員が常駐している。

## 登山
剱岳山麓にある馬場島は、早月尾根ルートの登山口として知られる。早月尾根は標高700m帯から2999mまでを一気に駆け上がる片道7kmの登山道であり、北アルプス三大急登に数えられる。道中は急傾斜の痩せ尾根が続き、平坦地は松尾平（標高1000m）を除き殆どない。標高2200mのあたりには早月小屋があり、水の補給が出来る。
早月尾根以外では、赤谷尾根や小窓尾根を詰めて剱岳へ至るルートがあるが、登山道として整備されておらず熟練者向きである。
剱岳以外の山岳では、中山やクズバ山、大猫山、猫又山、細蔵山の登山道があり、いずれも名山として富山の百山に選ばれている。

## アクセス
馬場島に至る公共交通機関はないので、自動車でアクセスすることになる。主に富山県道333号剣岳公園線を利用する。なお富山市街地から馬場島までの道のりは40km程度。